# Bergisch Gladbach
Bergisch Gladbach este un oraș din landul Renania de Nord-Westfalia, Germania.

## Personalități
- Heidi Klum (n. 1973), actriță
- Tim Wiese (n. 1981), fotbalist
- Mats Hummels (n. 1988), fotbalist
- Louis Hofmann (n. 1997), actor